# Matt Barnes
Matt Kelly Barnes (* 9. März 1980 in Santa Clara, Kalifornien) ist ein ehemaliger US-amerikanischer Basketballspieler. Er spielte zuletzt bei den Golden State Warriors in der National Basketball Association.

## High School
Barnes besuchte die Del Campo High School in Fair Oaks (Kalifornien) und war Mitglied der Basketball- und der Football-Mannschaft.

## NBA
Nach seiner Zeit an der University of California, Los Angeles meldete sich Barnes 2002 bei der NBA-Draft an. Er wurde in der zweiten Runde als 46. Pick von den Memphis Grizzlies gedraftet. Später wurde er für Wesley Person zu den Cleveland Cavaliers transferiert, wurde aber im Oktober noch vor Beginn der Saison entlassen. Danach spielte er bis zum Ende der Saison in der NBA Development League („D-League“) für die Fayetteville Patriots.
2004 spielte Barnes kurzzeitig für die Los Angeles Clippers, unterschrieb aber später einen Vertrag mit den Sacramento Kings. Er wurde dann nach der Saison 2004/05 zusammen mit Chris Webber zu den Philadelphia 76ers transferiert, konnte aber aufgrund von Knieproblemen kein einziges Spiel absolvieren und wurde daraufhin entlassen.
Im Sommer 2005 unterschrieb Barnes dann als Free Agent einen Vertrag bei den New York Knicks. Während der Saison wurde er, nach sechs Spielen, von den Knicks entlassen. Barnes beendete die Saison bei den Philadelphia 76ers.
Seinen Durchbruch schaffte Barnes schließlich bei den Golden State Warriors. Als Mike Dunleavy jr. die Erwartungen des Trainers nicht erfüllen konnte, bekam Barnes immer mehr Spielzeit. Diesen Anstieg nutzte er und verbesserte seine Statistiken.
2017 wurde er mit den Golden State Warriors NBA Champion.
Laut eigenen Aussagen konsumierte er während seiner Profilaufbahn regelmäßig Marihuana. So habe er auch die meisten Spiele unter Einfluss der Substanz absolviert.

### Karrierestationen
Quelle: Basketball-Reference.com: Matt Barnes NBA & ABA Stats – Transactions
- 26. Juni 2002: 45. Pick der Memphis Grizzlies in  der NBA-Draft 2002.
- 26. Juni 2002: Zusammen mit Nick Anderson für Wesley Person zu den Cleveland Cavaliers transferiert.
- 18. Oktober 2002: Von den Cleveland Cavaliers entlassen.
- 31. Oktober 2002: 106. Pick der Fayetteville Patriots in der D-League-Draft 2002.
- 27. September 2003: Unterschreibt einen Vertrag bei den Seattle SuperSonics.
- 13. Oktober 2003: Von den Seattle SuperSonics entlassen.
- 18. Januar 2004: Unterschreibt einen Vertrag bei den Los Angeles Clippers.
- 1. Oktober 2004: Unterschreibt einen Vertrag über ein Jahr bei den Sacramento Kings.
- 23. Februar 2005: Von den Sacramento Kings zusammen mit Chris Webber und Michael Bradley für Corliss Williamson, Kenny Thomas und Brian Skinner zu den Philadelphia 76ers transferiert.[5]
- 6. Oktober 2005: Unterschreibt einen Vertrag bei den New York Knicks.
- 3. Dezember 2005: Von den New York Knicks entlassen.
- 9. Dezember 2005: Unterschreibt einen Vertrag über ein Jahr bei den  Philadelphia 76ers.
- 2. Oktober 2006: Unterschreibt einen Vertrag über 2 Jahre bei den Golden State Warriors.
- 22. Juli 2008: Unterschreibt einen Vertrag über ein Jahr bei den Phoenix Suns.
- 21. Juli 2009: Unterschreibt einen Vertrag über 2 Jahre bei den Orlando Magic.
- 22. Juli 2010: Unterschreibt einen Vertrag über 2 Jahre bei den Los Angeles Lakers.
- 15. Juni 2015: Von den Los Angeles Clippers zusammen mit Spencer Hawes für Lance Stephenson zu den Charlotte Hornets getradet.[6]
- 25. Juni 2015: Von den Charlotte Hornets für Luke Ridnour zu den Memphis Grizzlies getradet.[7]

## Statistiken

### Regular Season
| Saison  | Team          | GP  | GS  | MPG  | FG % | 3P % | FT % | RPG | APG | SPG | BPG | PPG  |
| ------- | ------------- | --- | --- | ---- | ---- | ---- | ---- | --- | --- | --- | --- | ---- |
| 2003–04 | L.A. Clippers | 38  | 9   | 19.1 | .457 | .154 | .705 | 4.0 | 1.3 | .7  | .1  | 4.5  |
| 2004–05 | Sacramento    | 43  | 9   | 16.6 | .411 | .227 | .603 | 3.1 | 1.3 | .7  | .2  | 3.8  |
| 2005–06 | New York      | 6   | 5   | 15.5 | .367 | .250 | .750 | 4.0 | 1.0 | .7  | .0  | 4.3  |
| 2005–06 | Philadelphia  | 50  | 0   | 10.8 | .536 | .182 | .674 | 1.9 | .4  | .3  | .1  | 3.0  |
| 2006–07 | Golden State  | 76  | 23  | 23.9 | .438 | .366 | .732 | 4.6 | 2.1 | 1.0 | .5  | 9.8  |
| 2007–08 | Golden State  | 73  | 18  | 19.4 | .423 | .293 | .747 | 4.4 | 1.9 | .7  | .5  | 6.7  |
| 2008–09 | Phoenix       | 77  | 40  | 27.0 | .423 | .343 | .743 | 5.5 | 2.8 | .7  | .3  | 10.2 |
| 2009–10 | Orlando       | 81  | 58  | 25.9 | .487 | .319 | .740 | 5.5 | 1.7 | .7  | .4  | 8.8  |
| Gesamt  |               | 444 | 162 | 21.3 | .434 | .329 | .720 | 4.4 | 1.7 | .7  | .3  | 7.3  |

### Play-offs
| Saison  | Team         | GP | GS | MPG  | FG % | 3P % | FT % | RPG | APG | SPG | BPG | PPG  |
| ------- | ------------ | -- | -- | ---- | ---- | ---- | ---- | --- | --- | --- | --- | ---- |
| 2006–07 | Golden State | 11 | 3  | 30.0 | .450 | .422 | .722 | 5.7 | 2.4 | 1.5 | .4  | 11.1 |
| Gesamt  |              | 11 | 3  | 30.0 | .450 | .422 | .722 | 5.7 | 2.4 | 1.5 | .4  | 11.1 |